# Качкалык
Качкалы́к (кум. Къачкъалы́къ, дарг. Качкалик) — село в Буйнакском районе Дагестана. Входит в сельсовет Чанкурбинский.

## Этимология
В переводе с кумыкского — область бежавших и оставшихся.

## Географическое положение
Расположен в 27 км к юго-востоку от районного центра города Буйнакск.

## Население
| 1926 | 1939 | 1970 | 1989 | 2002 | 2010 | 2021 |
| ---- | ---- | ---- | ---- | ---- | ---- | ---- |
| 408  | ↘252 | ↘244 | ↗267 | ↗308 | ↗421 | ↗581 |